# Árbóc

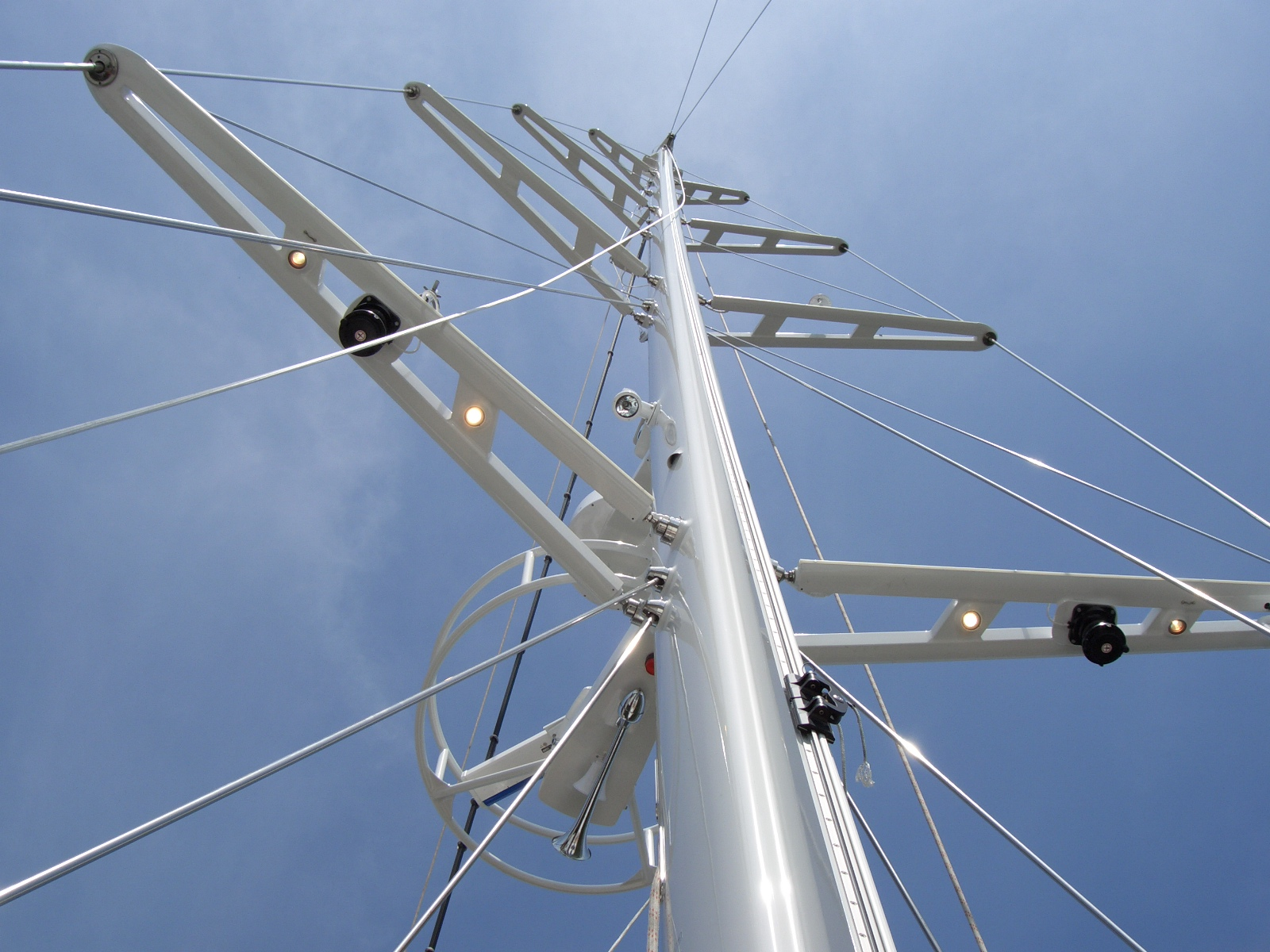
Egy jacht árbóca

Az árbóc hagyományosan olyan a hajón felállított szárfa, amelynek fő funkciója a vitorlák megtartása és részben kifeszítése. Emellett egyéb, időben változó célokra használatos.

## Vitorlás hajók árbócai
Az árbócok száma függ a hajó méretétől, jellemző meghajtásától és céljától. Egy úgynevezett teljes árbócozotú hajónak három árbóca van:
- az első az előárbóc,
- a középső a főárbóc,
- a hátsó a tatárbóc.

Kétárbócos hajónak csak elő- és főárbóca van.
A kereskedelmi vitorlás hajók nevei egyrészt a hajótest alakját, másrészt az árbócok számát és felszerelését tükrözik.
Az árbócon a vitorlákat a keresztrudakhoz (keresztvitorlafákhoz), valamint különböző egyéb rudakhoz, kapcsokhoz stb. erősített kötelek tartják. A különböző funkciójú kötelek együttese a kötélzet.
Az árbóc másodlagos funkciója a megfigyelés volt: a csúcsukon kialakított árbóckosarakban helyezkedtek el az őrszemek, hogy figyelmeztessék a legénységet a közeli veszélyekre, illetve lehetőségekre (halrajokra, bálnákra stb.). További szerepe a kommunikáció: az árbóckötelekre húzták fel a jelzőzászlókat.

### Az árbóc részei
Teljes árbócozatú hajókon a főárbóc a legmagasabb, a kereszt- vagy tatárbóc a legalacsonyabb. Mindegyik árbóc három részből (szárból) áll: ezek az árbóctörzs, a derékszár és a sudárszár. Az árbóctörzs az alsó és egyúttal legerősebb rész, a derékszár a közép, a sudárszár pedig a felső. Magasságuk a hajó méretétől és a vitorlázat felületétől függ — egyes tengeri hajók, különösen a fregattok és a sorhajók árbócai 35–40 m-esek is lehetnek. A folyami hajók 10–12 méteres árbócai csak egyetlen szárfából állnak.

### Különleges árbócfajták
A hajó orrából rézsút előre nyúló árbóc a homlok- vagy ormányárbóc. Nagyobb hajókon ez ugyancsak 3 részből áll; ezek:
- az ormánytörzs,
- az ormányderékszár és
- az ormánysudárszár.

Az első, tisztán géppel hajtott hadihajóknak már nem voltak vitorlái, mégis felállítottak rajtuk erős szerkezetű árbócokat, hogy kosaraikban kisebb gyorstüzelő ágyúkat helyezhessenek el. Az ilyen egyszerűbb kötélzetű árbóc a csataárbóc.
Csonkaárbóc az olyan árbóc, amelynek keresztvitorlafái nincsenek. Ez többnyire csak egyetlen szárfából áll (derék- és sudárszár nélkül).
Gyenge szerkezetű, a jelzőzászlók felhúzására szolgáló árbóc a jelzőárbóc.

## Anyaga
A vitorlás kereskedő- és hadihajók árbócai teljesen fából készültek, az újkor hajók — kivált a hadihajók — árbócai öntöttvasból vagy acélból. Az átmeneti időszakban az árbóctörzs már fémből készült, a további részek fából.
A sport- és luxushajók árbócai vagy továbbra is fából készülnek, vagy alumíniumból, egyre gyakrabban kompozit anyagokból.

## Az árbócok modern funkciói
A korszerű polgári és hadihajók árbócai acélcsőből vagy rácsos acélszerkezetből készülnek és főleg antennákat hordoznak (a felderítés, navigáció és távközlés eszközeit). A teherhajókon árbócokon helyeznek el egyes teherdarukat.